# دوغلاسيداي
دوغلاسيداي (الاسم العلمى: Douglasiidae)، هي نوع من الحشرات الصغيرة من رتبة حَرْشفِيات الأجنحة التي تصيب النبات والأشجار.

## الوصف
تضم هذه العائلة أنواع حشرية من العث الصغير.
اليرقات تقوم بحفر أوراق وسيقان النبات، وتلحق بها أضرار بالغة.